# Масюк Каленик Вакулович
Каленик Вакулович Масю́к (нар. 1878, Дибинці — пом. 3 липня 1933, Дибинці) — український майстер художньої кераміки. Батько майстра художньої кераміки Василя Масюка.

## Біографія
Народився у 1878 році в селі Дибинцях (нині Білоцерківський район Київської області, Україна). Гончарної справи навчався у батька; 1905 року закінчив навчання у Глинській зразковій гончарній майстерні в Роменському повіті Полтавської губернії.
У 1908 році став ініціатором створення гончарної артілі в Дибинцях. Помер в Дибинцях 3 липня 1933 року під час голодомору.

## Творчість
Працював у галузі декоративного мистецтва (художня кераміка). Виготовляв горщики, глечики, тикви, макітри, великі тарелі, дзбанки, кахлі, розписуючи їх у техніці ріжкування. У розписах переважають рослинні мотиви в поєднанні з зображенням птахів та людських фігур.
Брав участь у виставках ужиткового мистецтва і кустарних виробів у 1906 році (нагороджений срібною медаллю) та 1909 році у Києві, Всероській виставці у 1913 році у Києві та Санкт-Петербурзі.
Деякі вироби зберігаються у Національному музеї українського народного декоративного мистецтва у Києві, музеях Львова, Полтави, Російському етнографічному музеї у Санкт-Петербурзі.